# جوني بال
جوني بال (بالإنجليزية: Johnny Ball) هو متواصل علمي ومقدم تلفزيوني بريطاني، ولد في 23 مايو 1938 في برستل في المملكة المتحدة.

## وصلات خارجية
- جوني بال على موقع IMDb (الإنجليزية)
- جوني بال على موقع ميوزك برينز (الإنجليزية)
- جوني بال على موقع إن إن دي بي (الإنجليزية)